# Каппельский молочный суп

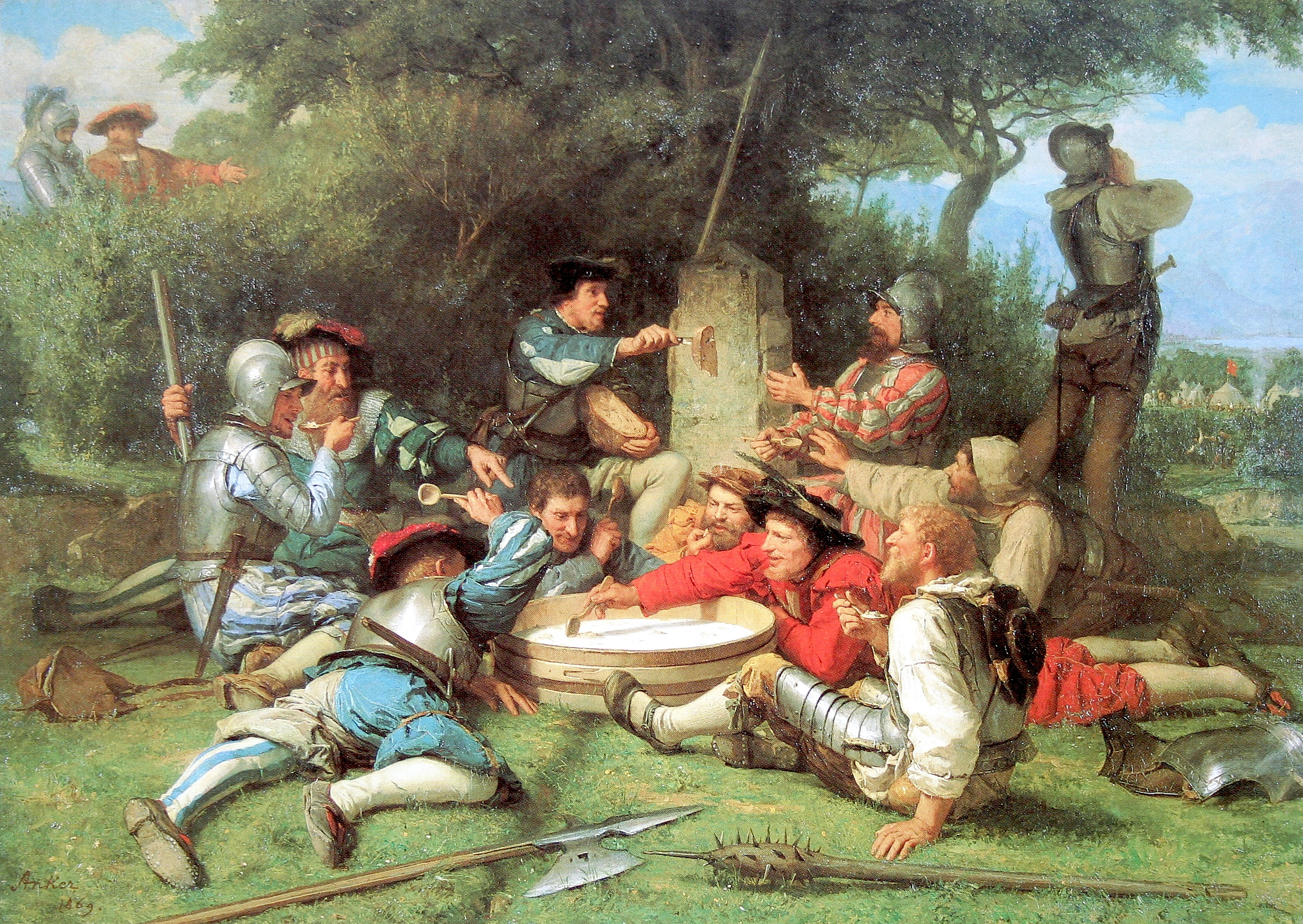
Потребление супа на картине Альберта Анкера

Каппельский молочный суп (также Молочный суп Каппеля; нем. Kappeler Milchsuppe) — символическое событие швейцарской истории: совместное приготовление в 1529 году близ Каппеля в ходе Первой каппельской войны молочного супа солдатами двух противоборствующих армий, олицетворявшее их примирение.

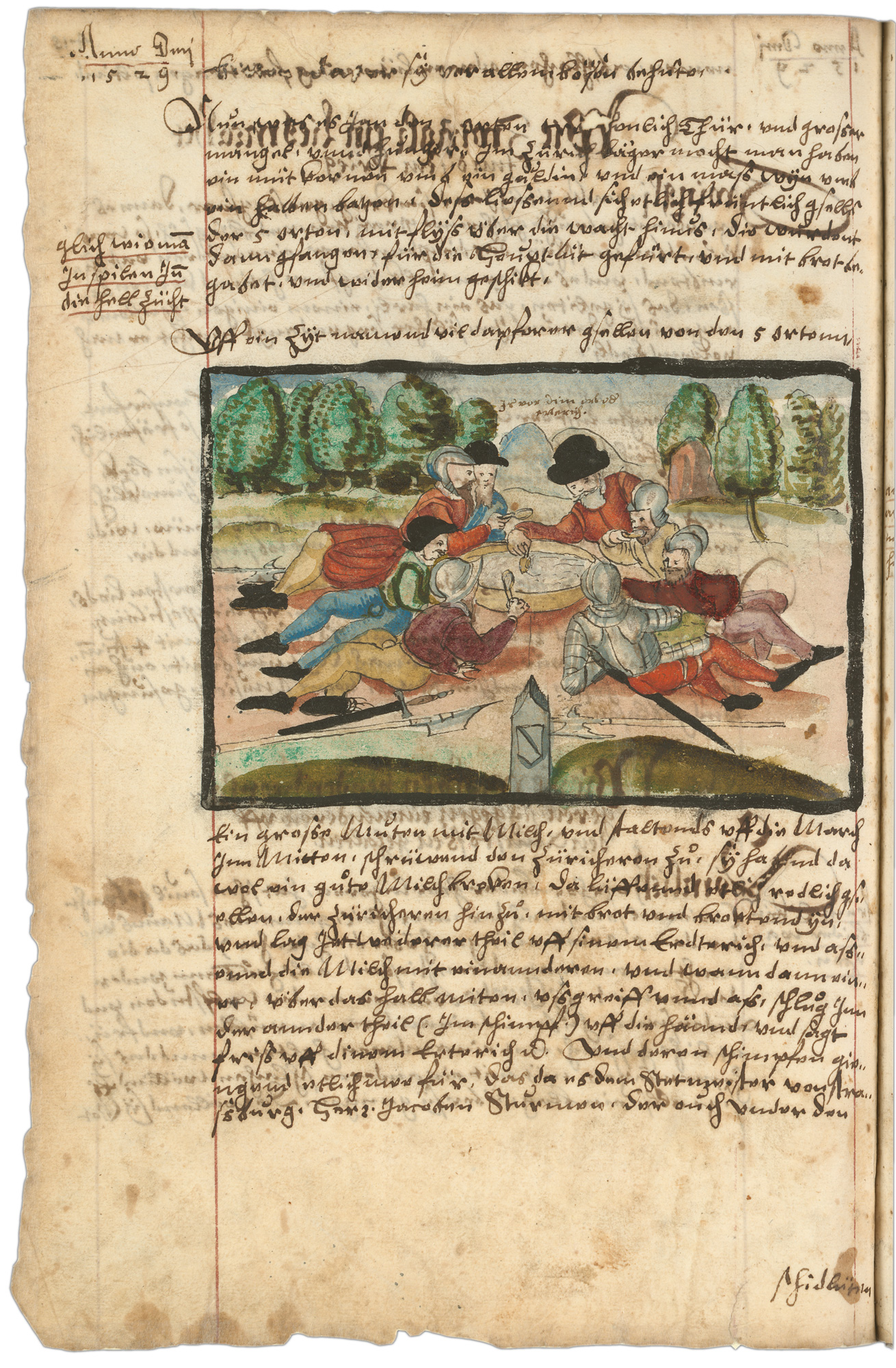
Иллюстрация в хронике Генриха Томанна. Примерно 1606 год

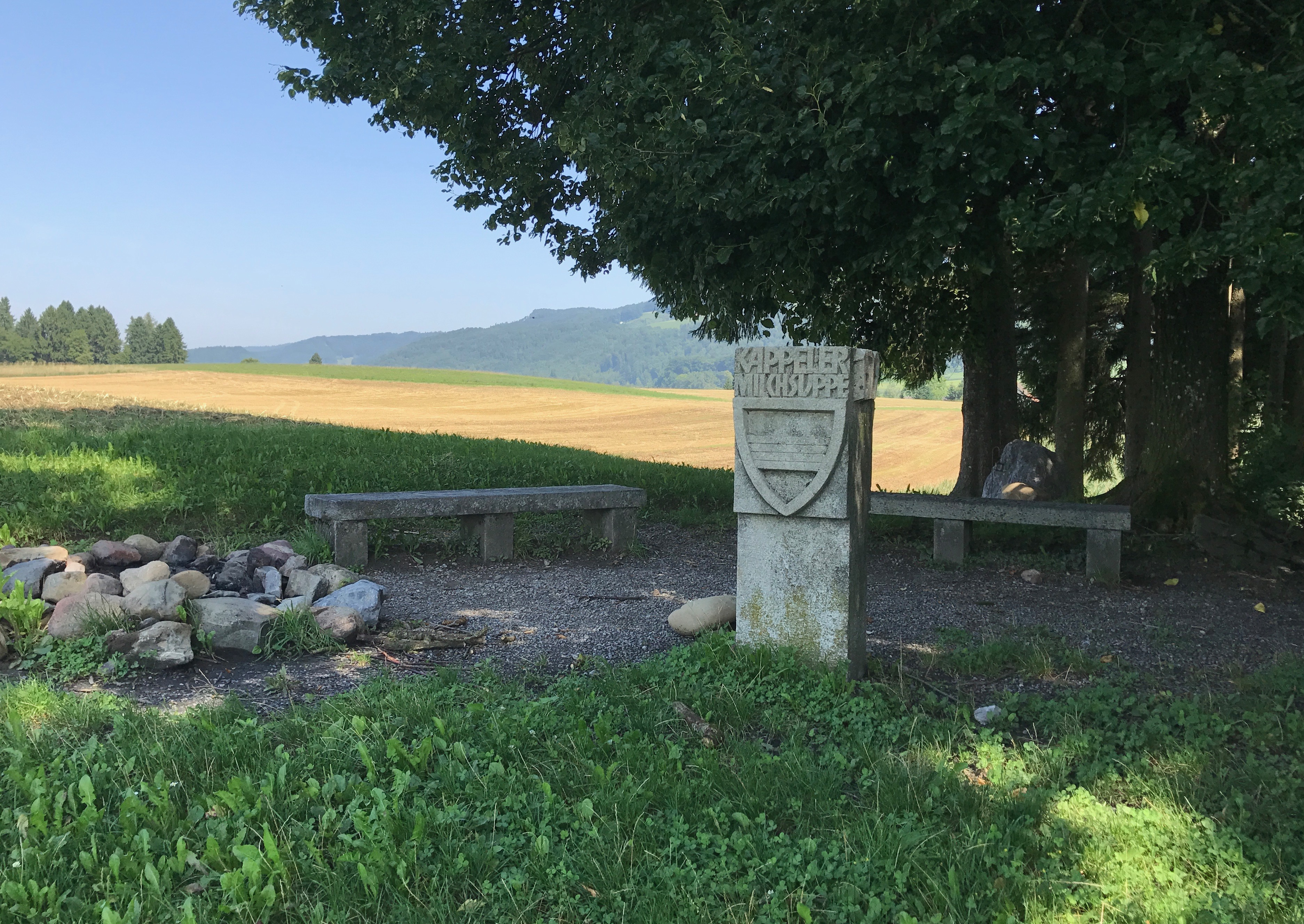
Памятный камень в честь молочного супа

В XVI веке в Европе полыхали религиозные войны. Не избежала этой участи и Швейцария, представлявшая собой в те времена конфедерацию из 13 государств-кантонов. Враждебные отношения между швейцарскими католиками и протестантами-последователями Ульриха Цвингли всё более обострялись. В 1529 году протестантские Цюрих и Берн пошли войной на католические, центральные, «лесные кантоны» Цуг, Ури, Швиц и Унтервальден. Братоубийственную войну можно было предотвратить благодаря посредничеству нейтральных городов.
Встреча двух армий произошла близ городка Каппель-на-Альбисе на границе Цюриха и Цуга. Пока лидеры вели переговоры о возможном перемирии, уставшие голодные солдаты начали общаться друг с другом. Оказалось, что у солдат Цюриха было в избытке хлеба и соли, а у солдат Цуга — молока. По легенде солдаты двух армий поставили большой котёл в центре поля, вместе приготовили молочный суп с хлебом и приступили к трапезе. В это время предводители сумели найти компромисс: по Каппельскому договору каждому кантону предоставлялось право выбора церкви по своему усмотрению. Таким образом, намерения верхушки совпали с пожеланиями простых граждан. Первая каппельская война закончилась без столкновений.
В память об этом событии до сих пор подают каппельский молочный суп, когда спор может быть урегулирован путем переговоров. К примеру, это было сделано швейцарским федеральным советником Паскалем Кушпеном при завершении спора о культурных ценностях Санкт-Галлена в 2006 году.
Как овощное рагу в Нидерландах, каппельский молочный суп — своеобразный символ единства Швейцарии. Недалеко от деревни Эбертсвиль (Ebertswil) в округе Аффольтерн стоит камень-монумент (Milchsuppenstein) в память о приготовлении супа в 1529 году.